# ويليام هيكوكس
ويليام هيكوكس (بالإنجليزية: William Hickox)‏ هو متزلج فني أمريكي، ولد في 28 مارس 1942 في سان فرانسيسكو في الولايات المتحدة، وتوفي في 15 فبراير 1961.